# Димитровка (Молдова)
Димитровка (рум. Dimitrovca) — село в Чимишлийском районе Молдовы. Наряду с сёлами Новая Богдановка и Старая Богдановка входит в состав города Чимишлия.

## География
Село расположено на высоте 133 метра над уровнем моря.

## История
До 29 августа 1949 г. носило название Куза-Водэ.

## Население
По данным переписи населения 2004 года, в селе Димитровка проживает 336 человек (173 мужчины, 163 женщины).
Этнический состав села:
| Национальность | Число жителей | Процентный состав |
| -------------- | ------------- | ----------------- |
| болгары        | 213           | 63,39             |
| молдаване      | 90            | 26,79             |
| русские        | 13            | 3,87              |
| украинцы       | 11            | 3,27              |
| гагаузы        | 9             | 2,68              |
| Всего          | 336           | 100 %             |